# Michel Girard
Michel Girard (1944. szeptember 28. –) francia nemzetközi labdarúgó-játékvezető.

## Pályafutása

### Nemzeti játékvezetés
1982-ben lett az I. Liga  játékvezetője. Az aktív nemzeti játékvezetéstől 1993-ban vonult vissza.

### Nemzetközi játékvezetés
A Francia labdarúgó-szövetség Játékvezető Bizottsága (JB) 1987-ben terjesztette fel nemzetközi játékvezetőnek, a Nemzetközi Labdarúgó-szövetség (FIFA) bíróinak keretébe. Több nemzetek közötti válogatott és klubmérkőzést vezetett. A francia nemzetközi játékvezetők rangsorában, a világbajnokság-Európa-bajnokság sorrendjében többedmagával a 33. helyet foglalja el 1 találkozó szolgálatával. Az aktív nemzetközi játékvezetéstől 1992-ben búcsúzott.

#### Európa-bajnokság
Az 1988-as U21-es labdarúgó-Európa-bajnokságnak és az 1990-es U21-es labdarúgó-Európa-bajnokságnak nem volt házigazdája. A tornákon, a FIFA JB bíróként alkalmazta.
| Időpont           | Helyszín    | Mérkőzés típusa           | Mérkőzés       | Eredmény |
| ----------------- | ----------- | ------------------------- | -------------- | -------- |
| 1987. október 28. | Luxemburg   | előselejtező (8. csoport) | Luxemburg–NSZK | 1 : 4    |
| 1989. október 25. | Németország | előselejtező (4. csoport) | NSZK–Izland    | 1 : 1    |

Az európai-labdarúgó torna döntőjéhez vezető úton Svédországba a IX., az 1992-es labdarúgó-Európa-bajnokságra az UEFA JB játékvezetőként foglalkoztatta.
| Időpont            | Helyszín                  | Mérkőzés típusa           | Mérkőzés          | Eredmény | Nézők száma |
| ------------------ | ------------------------- | ------------------------- | ----------------- | -------- | ----------- |
| 1991. december 22. | Nemzeti Stadion, Ta’ Qali | előselejtező (6. csoport) | Málta–Görögország | 1 : 1    | 8 110       |